# Teppic
Teppic, eller Teppicymon XXVIII, är en litterär figur skapad av Terry Pratchett. Han är huvudperson i boken Pyramidfeber.

## Kuriosa
Teppic föddes i Djelibeybi, men flyttade hemifrån för att lära upp sig till lönnmördare i Ankh-Morpork. Teppic klarade inträdesprovet på akademin och är medlem i Lönnmördargillet. Hans familj bestod av hans far och hans mor. Hans far var farao tills han dog i början av boken. Han ärver sedan sin fars rang som farao.